# Anna Stecksén
Anna Magdalena Stecksén (Estocolmo, 27 de mayo de 1870- Södertälje, 15 de octubre de 1904) fue una científica, médica y patóloga sueca. Fue la primera mujer doctora en Medicina en Suecia.

## Biografía
Anna Stecksén era hija del general mayor Johan Olof Billdau Stecksén y Magdalena Christina Hjertman. Se convirtió en licenciada en artes en la Universidad de Upsala en 1890 y ese mismo año ingresó en el Instituto Karolinska. Se especializó en patología y estudió en Tubinga y en el Instituto Pasteur de París entre 1898 y 1899. También enseñó ciencias de la salud en varias de las escuelas de niñas en Estocolmo.
Se convirtió en doctora en Medicina en 1900 con su estudio sobre si había algo de cierto en la entonces popular teoría de que el cáncer era causado por Saccharomyces cerevisiae. Su investigación no fue concluyente, pero sí lo suficientemente interesante como para que consiguiera los fondos necesarios para continuar su investigación. Publicó sobre el problema de la malaria y sobre las defensas contra las bacterias.
Murió a causa de una infección provocada por su trabajo en el laboratorio. Se encuentra sepultada en el cementerio Norte de Solna.
A pesar de una corta carrera profesional, su rol como primera doctorada en medicina le permitió desempeñar un rol simbólico importante en un momento de desarrollo del derecho de las mujeres a la educación y el trabajo.